# Kariés

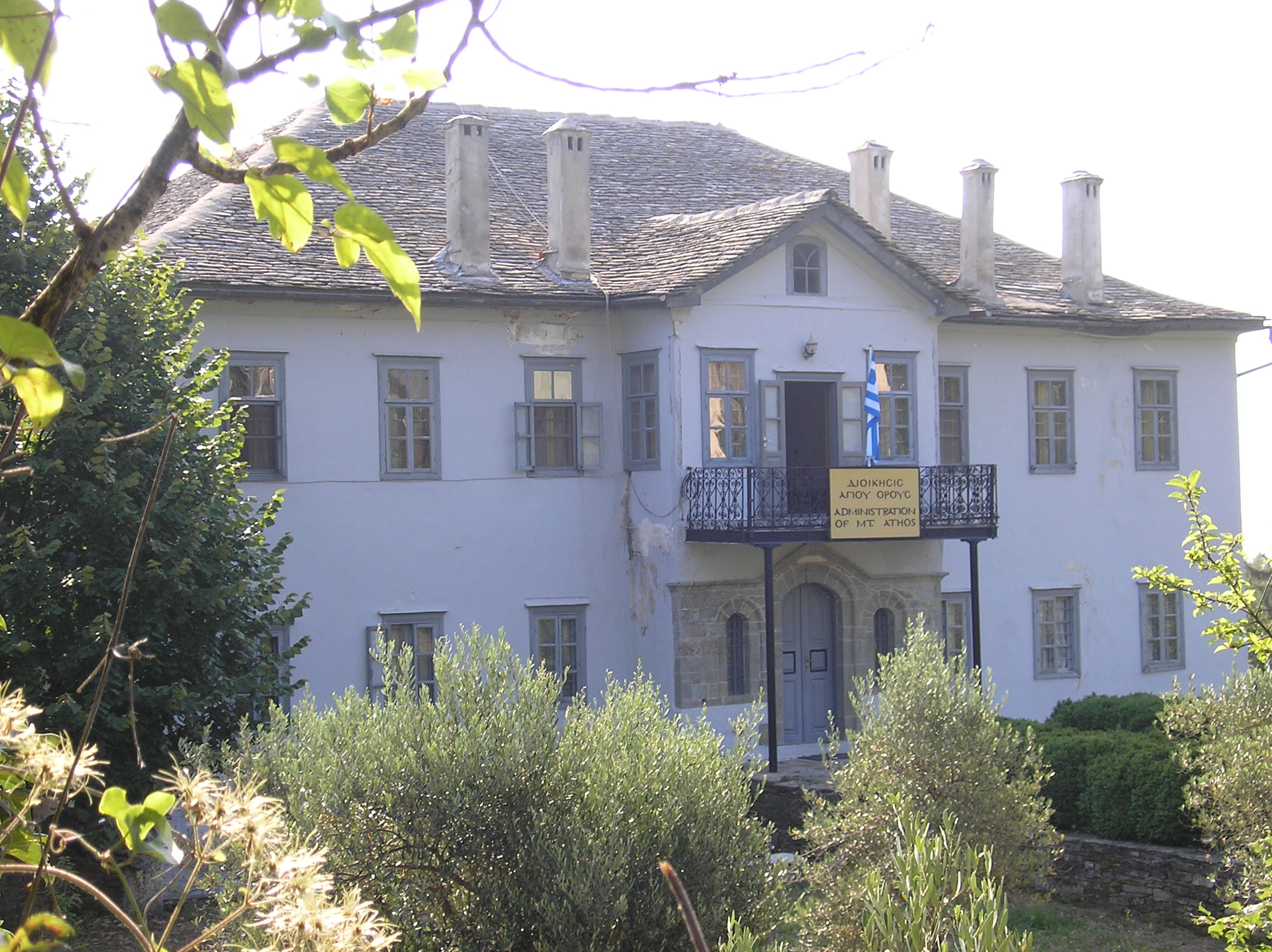
Edifici de l'administració secular de Kariés

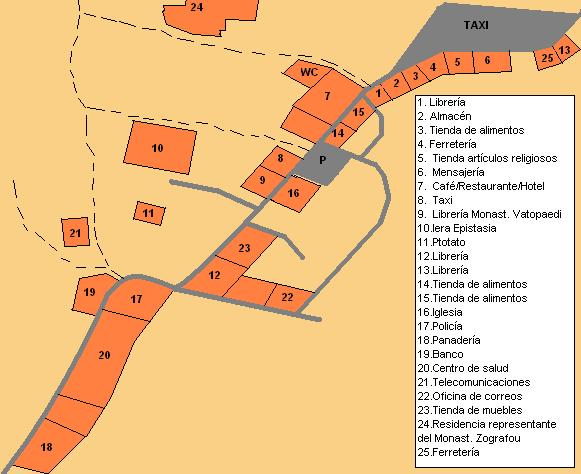
Mapa de Kariés

Kariés és un assentament del Mont Atos, a Macedònia. És la seu de l'administració eclesiàstica i secular de l'estat monàstic. El cens grec de 2001 assenyalava una població de 233 habitants, sent així la ciutat més poblada de l'Atos. La major església de Kariés és el Protaton, és a dir, l'església del Protos o cap de la comunitat monàstica.
L'any 1283, els croats sota el mandat de l'emperador romà d'Orient Miquel VIII van atacar el Mont Atos. Van torturar i van penjar el Protos i van matar molts monjos. Aquests monjos són considerats màrtirs per l'Església ortodoxa i la seva festivitat és el 5 de desembre per a les esglésies que segueixen el tradicional calendari julià (el 18 de desembre en el calendari gregorià).